# آنارکو پاسفیسم

پرچم آنارشیست‌های صلح‌گرا از دو رنگ سیاه (نماد آنارشی) و سفید (نماد صلح) تشکیل می‌شود.

آنارکو-پاسفیسم یا آنارشیسم صلح‌طلب نام گرایشی از آنارشیسم است که استدلال می‌کند نباید از خشونت در مبارزه برای تغییر اجتماعی، لغو سرمایه‌داری و الغای دولت استفاده کرد. از افراد تأثیرگذار در شکل‌گیری این ایده هنری دیوید ثورو و لئو تولستوی بودند، در حالی که مدت‌ها بعد ماهاتما گاندی در این طرز دید معروف شد. آنارشیسم پیکفیتیست به‌طور عمده در هلند، بریتانیا و ایالات متحده آمریکا، پیش و پس از جنگ جهانی دوم حامیانی داشته‌است و نهایتاً منجر به اعتراضات آنارشیست‌ها به جنگ هسته‌ای شد.

## اندیشه‌ها
در "An Anarchist FAQ" در این باره گفته شده: «دلیل جذابیت صلح‌طلبی برای آنارشیست‌ها واضح است. خشونت اقتدارگرا و اجباری است و بنابراین استفاده از آن با اصول بنیادین آنارشیست مخالف است…» همچنین اریکو مالاتستا در این رابطه می‌گوید «آنارشیسم خواستار حذف خشونت از روابط انسانی است».
از دیدگاه آنارکو-پاسفیست‌ها دولت برابرست با «خشونت سازمان‌یافته» بنابرین «به نظر منطقی این است که آنارشیست‌ها باید تمامی اشکال خشونت را رد کنند». هواداران این دیدگاه هدف را توجیه‌گر ابزار نمی‌دانند.
یکی از آنارکو-پاسفیست‌ها، به نام بارت د لیگت، در اثرش، فتح خشونت (The Conquest of Violence)، سرمایه‌داری را مورد نکوهش قرار داده. An Anarchist FAQ تشریح می‌کند که چگونه «تمامی آنارشیست‌ها با دیدگاه بارت د لیگت موافقند و آن طور که در یکی از فصل‌های کتابش گفته «آرامش بورژوایی پوچ است» (the absurdity of bourgeois pacifism.) از دید د لیگت و دیگر آنارشیست‌ها خشونت در ذات نظام‌های کاپیتالیست ماندگار است و چنین نظامی محکوم به فناست. از یک سو جنگ اغلب تنها نوعی رقابت اقتصادی است و از ابزارهای آن است. دولت-ملت‌ها اغلب به هنگام بحران اقتصادی به جنگ می‌رسند، زیرا چیزی در جنگ هست که آن‌ها نمی‌توانند در اقتصاد به دست آورند. از سوی دیگر، «خشونت در جامعه مدرن ضروری است؛ زیرا بدون آن طبقه حاکمه قادر به حفظ موقعیت ممتاز خود در برابر توده‌های استثمار شده در کشور نخواهد بود.» ارتش برای اولین بار هنگامی به کار گرفته شد که می‌خواستند کارگران را نابود کنند… زمانی که شورش رخ داد.»[بارت د لیگت، ص ۶۲] تا زمانی که دولت و سرمایه‌داری وجود داشته باشند، خشونت اجتناب‌ناپذیر است. از این نظر «یک صلح‌طلبی پایدار آنارشیست است، و یک آنارشیسم پایدار صلح‌طلب است.»

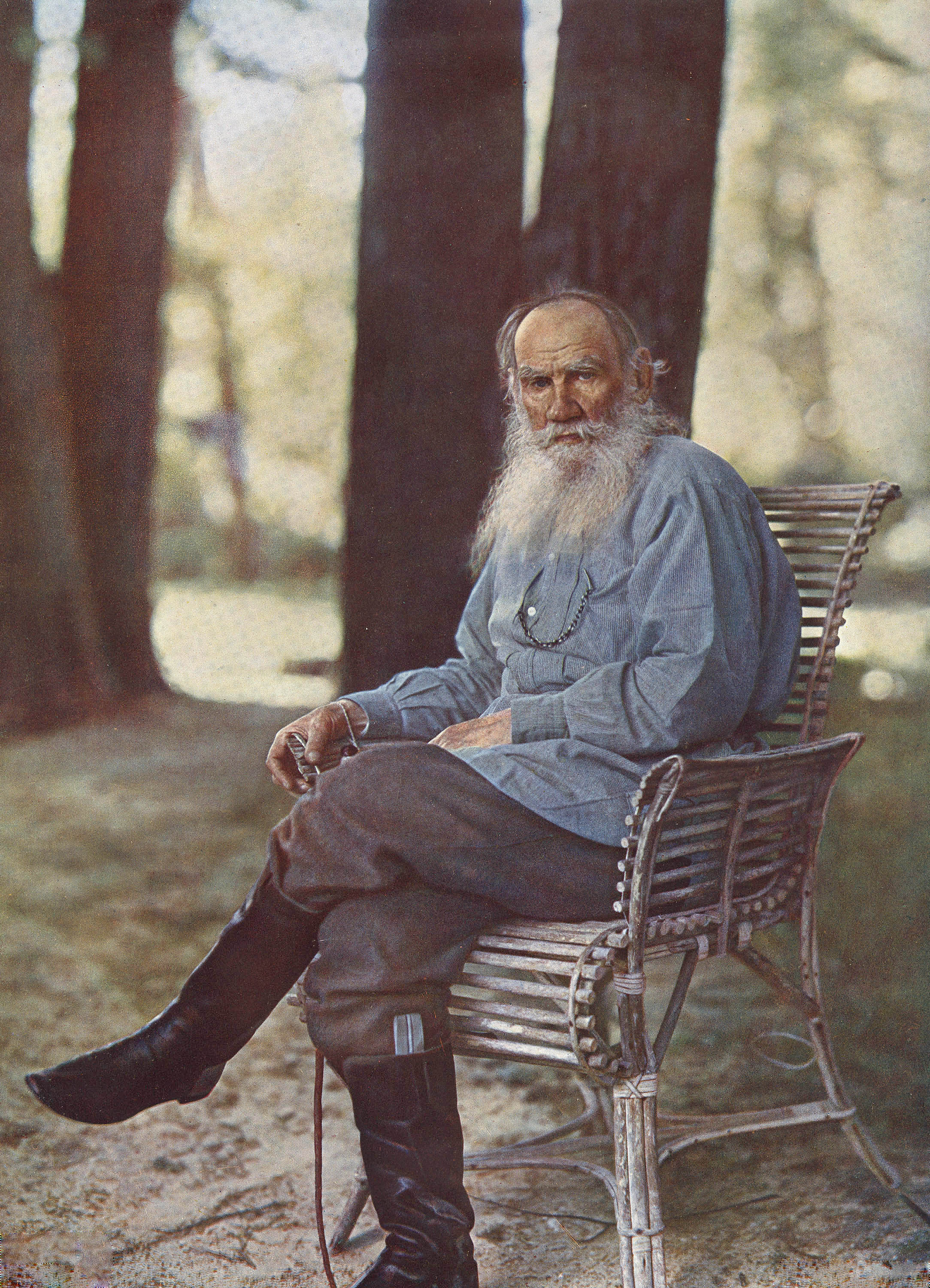
لئو تولستوی، از افراد تأثیرگذار این جنبش.

یکی از مولفه‌های اصلی استراتژی آنارکوپسیفیسم، نافرمانی مدنی که توسط آنارشیست متقدم، هنری دیوید ثورو، در اثری به همین نام در سال ۱۸۴۹ منتشر شد (البته دیوید ثورو در آنجا قویاً از حق داشتن اسلحه و دفاع از خود حمایت می‌کند). پس از مدتی لئو تولستوی تحت تأثیر این اثر قرار گرفت و آثاری در این باره دارد. گرچه مقاومت انفعالی و فعال بعدها توسط ماهاتما گاندی توسعه یافتند.
از نظر مورخ آنارشیست، جرج وودکاک «آنارشیست‌های صلح‌طلب مدرن،... توجهشان بیشتر متمرکز بر ایجاد جوامع لیبرتارین -- به خصوص در بخش کشاورزی -- در جامعه کنونی است که به عنوان نوعی از تبلیغ اعمال صلح‌آمیز در نظر گرفته می‌شود. با این حال، آن‌ها بر سر چگونگی تبلیغ عمل دارای انشعاباتی هستند.» آنارکو-پاسفیست‌ها می‌توانند حتی «اصل مقاومت و عمل انقلابی (انقلاب بدون خشونت) را، در صورت عدم خشونت در آن، بپذیرند که در این صورت به شکلی از قدرت در می‌آیند و این طبیعتی غیرآنارشی دارد. این تغییر نگرش منجر شده‌است آنارشیست‌های صلح طلب به سمت آنارکو-سندیکالیسم متمایل گردند، زیرا مفهوم اعتصاب سراسری که یکی از مهمترین سلاح‌های این جرگه است، خواستار تغییرات اجتماعی گسترده‌است ولی برای حصول به این خواسته از خشونت بهره‌ای نمی‌برد.»

## اختلافات ایدئولوژیک
آنارشیسم صلح‌طلب در قشرها مختلفی از آنارشیست‌های مذهبی (مانند تولستوی‌گرایان مسیحی و گری اسنایدر)، تا لامذهب یا حتی ضد دین (مانند Charles-Auguste Bontemps, André Arru و Gérard de Lacaze-Duthiers که خداناباوری یا اندیشه آزاد هستند) طرفدارانی دارد. The گروه موسیقی آنارکو پانک کرس نیز از جمله گروه‌های آنارکو پاسفیست است که به شدت به مذاهب تاخته و علی‌الخصوص به نمادگرایی الهیات مسیحیت می‌تازد. آنارکو پاسفیسم افراد را از اقدام انقلابی و اعتراضات بازنمی‌دارد که مشروط به عدم خشونت این‌هاست؛ این مسئله موجب نزدیکی بسیاری از گروه‌های این گرایش به گرایش‌های آنارکو-سندیکالیسم شد که اعتصاب سراسری را سلاح اصلی خود می‌دانند. بعدها گروهی از آنارشیست‌های صلح‌طلب به همین شکل به قدرت دوگانه، که توسط جنبش متوالیسم پشتیبانی می‌شود، پیوستند.

## نقدها
پیتر گلدرلوس این دیدگاه که مبارزهٔ بدون خشونت تنها راه برای رسیدن به دنیایی بهترست را نقد می‌کند. از نظر گلدرلوس، صلح‌طلبی به عنوان یک ایدئولوژی تنها در جهت حفظ منافع دولت خدمت می‌کند و در مقابل رویکردهایی چون پدرسالاری و برتری نژادی ناامیدانه عمل خواهد کرد. نشریه CrimethInc. نیز در یادداشتی می‌گوید «خشونت» و «عدم خشونت» اصطلاحاتی سیاسی هستند که — بسته به این که نویسنده می‌خواهد مخاطبش چه چیزی را تصدیق کند — به‌طور متناقض در گفتمان مورد استفاده قرار می‌گیرند. این نشریه در ادامه می‌گوید «برای آنارشیست‌ها خوب نیست که به جای اتحاد و هماهنگی بر حذف رویکردهای یکدیگر تمرکز کنند» فلذا خواستار تنوع تاکتیک‌هاست.